# Liste des évêques et archevêques de Berlin
Pour un article plus général, voir Archidiocèse de Berlin.
Voici la liste des évêques et archevêques métropolitains Archidiocèse de Berlin, en Allemagne.

## Évêques de Berlin
- 13 août 1930 - 1er septembre 1933 : Christian Schreiber
- 27 octobre 1933 - 1er mars 1935 : Nikolaus Bares
- 5 juillet 1935 - 21. Décembre 1950 : Konrad von Preysing
- 4 juin 1951 - 21 août 1956 : Wilhelm Weskamm
- 15 janvier 1957 - 3 juillet 1961 : Julius Döpfner
- 16 août 1961 - 13 décembre 1979 : Alfred Bengsch
- 22 avril 1980 - 20 décembre 1988 : Joachim Meisner
- 28 mai 1989 - 26 juin 1994 : Georg Maximilian Sterzinsky

## Archevêques  métropolitains de Berlin
- 27 juin 1994 - 24 février 2011 : Georg Maximilian Sterzinsky
- 2 juillet 2011 - 11 juillet 2014 : Rainer Maria Woelki[1]
- depuis le 8 juin 2015 : Heiner Koch

### Source
- Notice sur catholic-hierarchy.org